# Mérignat
Mérignat est une commune française, située dans le département de l'Ain en région Auvergne-Rhône-Alpes.

## Géographie
Mérignat est situé sur une combe de montagne qui s’ouvre en direction de Poncin, sur le versant nord du massif de Chenavel, entre Cerdon et le hameau de Ménestruel, à une lieue environ de Jujurieux, et regardant les énormes rochers de Saint-Alban.
Le paysage est varié : un espace couvert de vignes, de jardins et de vergers, le reste, plus sauvage, est composé d’anciens pâturages entourés de bois et bordés de rochers abrupts. La vigne, avec ses nouveaux plans couvre de plus en plus de surface. Le village était à proximité de la grande route de Lyon à Genève par Poncin et Cerdon, la route nationale 84. Il était desservi par une route qui montait de Jujurieux et descendait sur Cerdon par la veille route romaine de la Coriat. La commune englobe une partie de Préau (hameau de Cerdon) : la chapelle, six maisons et une partie de la cartonnerie Dubreuil.

### Climat
Pour des articles plus généraux, voir Climat d'Auvergne-Rhône-Alpes et Climat de l'Ain.
En 2010, le climat de la commune est de type climat des marges montargnardes, selon une étude du CNRS s'appuyant sur une série de données couvrant la période 1971-2000. En 2020, Météo-France publie une typologie des climats de la France métropolitaine dans laquelle la commune est exposée à un climat de montagne ou de marges de montagne et est dans la région climatique Jura, caractérisée par une forte pluviométrie en toutes saisons (1 000 à 1 500 mm/an), des hivers rigoureux et un ensoleillement médiocre.
Pour la période 1971-2000, la température annuelle moyenne est de 10,6 °C, avec une amplitude thermique annuelle de 17,4 °C. Le cumul annuel moyen de précipitations est de 1 345 mm, avec 11,8 jours de précipitations en janvier et 8,5 jours en juillet. Pour la période 1991-2020, la température moyenne annuelle observée sur la station météorologique de Météo-France la plus proche, « Vieu », sur la commune de Vieu-d'Izenave à 7 km à vol d'oiseau, est de 9,4 °C et le cumul annuel moyen de précipitations est de 1 610,3 mm,. Pour l'avenir, les paramètres climatiques de la commune estimés pour 2050 selon différents scénarios d'émission de gaz à effet de serre sont consultables sur un site dédié publié par Météo-France en novembre 2022.

## Urbanisme

### Typologie
Au 1er janvier 2024, Mérignat est catégorisée commune rurale à habitat dispersé, selon la nouvelle grille communale de densité à 7 niveaux définie par l'Insee en 2022.
Elle est située hors unité urbaine et hors attraction des villes,.

### Occupation des sols
L'occupation des sols de la commune, telle qu'elle ressort de la base de données européenne d’occupation biophysique des sols Corine Land Cover (CLC), est marquée par l'importance des territoires agricoles (51,6 % en 2018), une proportion identique à celle de 1990 (51,6 %). La répartition détaillée en 2018 est la suivante : 
forêts (48,4 %), zones agricoles hétérogènes (26,9 %), cultures permanentes (21,2 %), prairies (3,5 %).
L'évolution de l’occupation des sols de la commune et de ses infrastructures peut être observée sur les différentes représentations cartographiques du territoire : la carte de Cassini (XVIIIe siècle), la carte d'état-major (1820-1866) et les cartes ou photos aériennes de l'IGN pour la période actuelle (1950 à aujourd'hui).

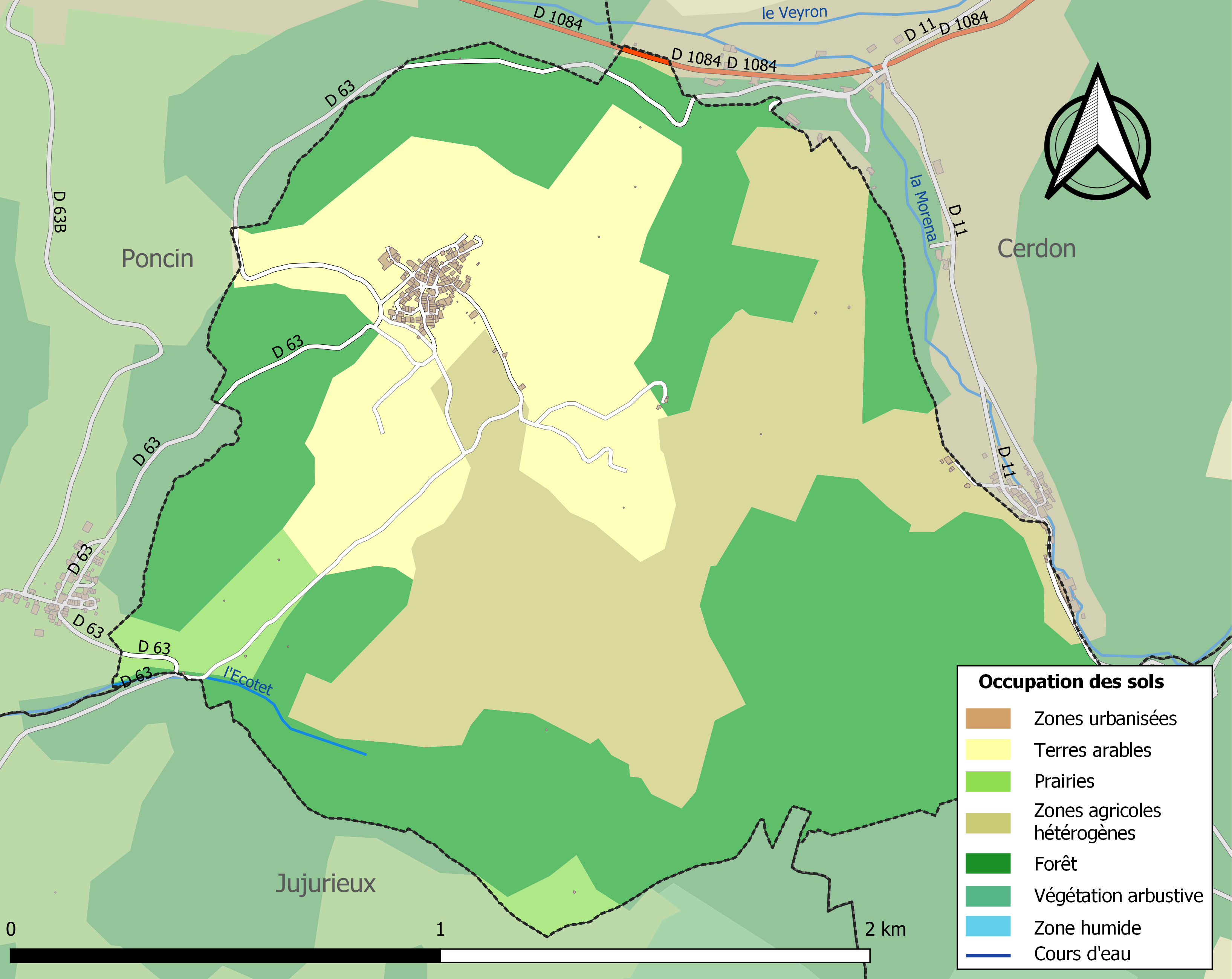
Carte des infrastructures et de l'occupation des sols de la commune en 2018 (CLC).

## Histoire

### Préhistoire et période gallo-romaine
Le site de la commune de Mérignat est occupé dès la période néolithique ; on a retrouvé à Mérignat deux haches polies de cette période.
Une propriété rurale gallo-romaine prenait place a l’emplacement du village d’où il tiendrait son nom « Mariniacum ». Des pièces de monnaie gallo-romaines ont été retrouvées dans la source de « Rivel ».

### Moyen Âge
Le château de Mérignat apparaît au IXe siècle afin de surveiller la voie de passage.
En 1185 le fief de Mérignat passe des mains des Coligny à celles des Thoire puis Thoire et Villars par mariage.
Le château en pierre est édifié en 1302 après sa revente par Humbert V de Thoire et Villars à Humbert de Chatard qui le lègue à Pierre II de Buenc en 1350.
En 1402 Mérignat est vendu avec les autres fiefs des Thoire et Villars du Bugey aux Comtes de Savoie.
En 1408 le Duc de Bourbon met à sac la basse-cour du château.

### XVeetXVIesiècles
Les XVe et XVIe siècles apparaissent comme les deux siècles de développement de Mérignat, apparaissent alors des maisons pour les officiers seigneuriaux. C’est également à cette période que l’église est édifiée.
En 1601 le Bugey et donc Mérignat sont rattachés a la France par le traité de Lyon.
Le château-fort aurait été démantelé sur ordre du maréchal Biron sous Henri IV.

### XVIIIesiècle
« En 1734 Claude-Chrysante de Moyria vend la seigneurie de Mérignat à Louis-François Julien. Par le mariage de la veuve de celui-ci avec Pierre Antoine d’Apremont, elle devient la propriété de la famille d’Apremont. »
Ce sont les d’Apremont qui font construire le « château d’en bas » maison de plaisance avec ses dépendances. C’est également à cette période qu’une autre maison de plaisance est construite à proximité des ruines du château.

### Révolution
Le clocher de l’église est en partie détruit pendant la Révolution.

### XIXesiècle
Au XIXe siècle l’économie de Mérignat repose sur la production de vin et de fruits et se diversifie à la suite de la crise du phylloxéra, notamment dans l’industrie de la soie, grâce à la fabrique Bonnet de Jujurieux. On compte jusqu’à 30 métiers à tisser au village.
Les cerises et les pommes de Mérignat sont alors très réputées et fournissent notamment la Cour d’Angleterre.

## Politique et administration

### Découpage territorial
La commune de Mérignat est membre de la communauté de communes Rives de l'Ain - Pays du Cerdon, un établissement public de coopération intercommunale (EPCI) à fiscalité propre créé le 1er janvier 2012 dont le siège est à Jujurieux. Ce dernier est par ailleurs membre d'autres groupements intercommunaux.
Sur le plan administratif, elle est rattachée à l'arrondissement de Nantua, au département de l'Ain et à la région Auvergne-Rhône-Alpes. Sur le plan électoral, elle dépend du  canton de Pont-d'Ain pour l'élection des conseillers départementaux, depuis le redécoupage cantonal de 2014 entré en vigueur en 2015, et de la cinquième circonscription de l'Ain  pour les élections législatives, depuis le dernier découpage électoral de 2010.

### Administration municipale

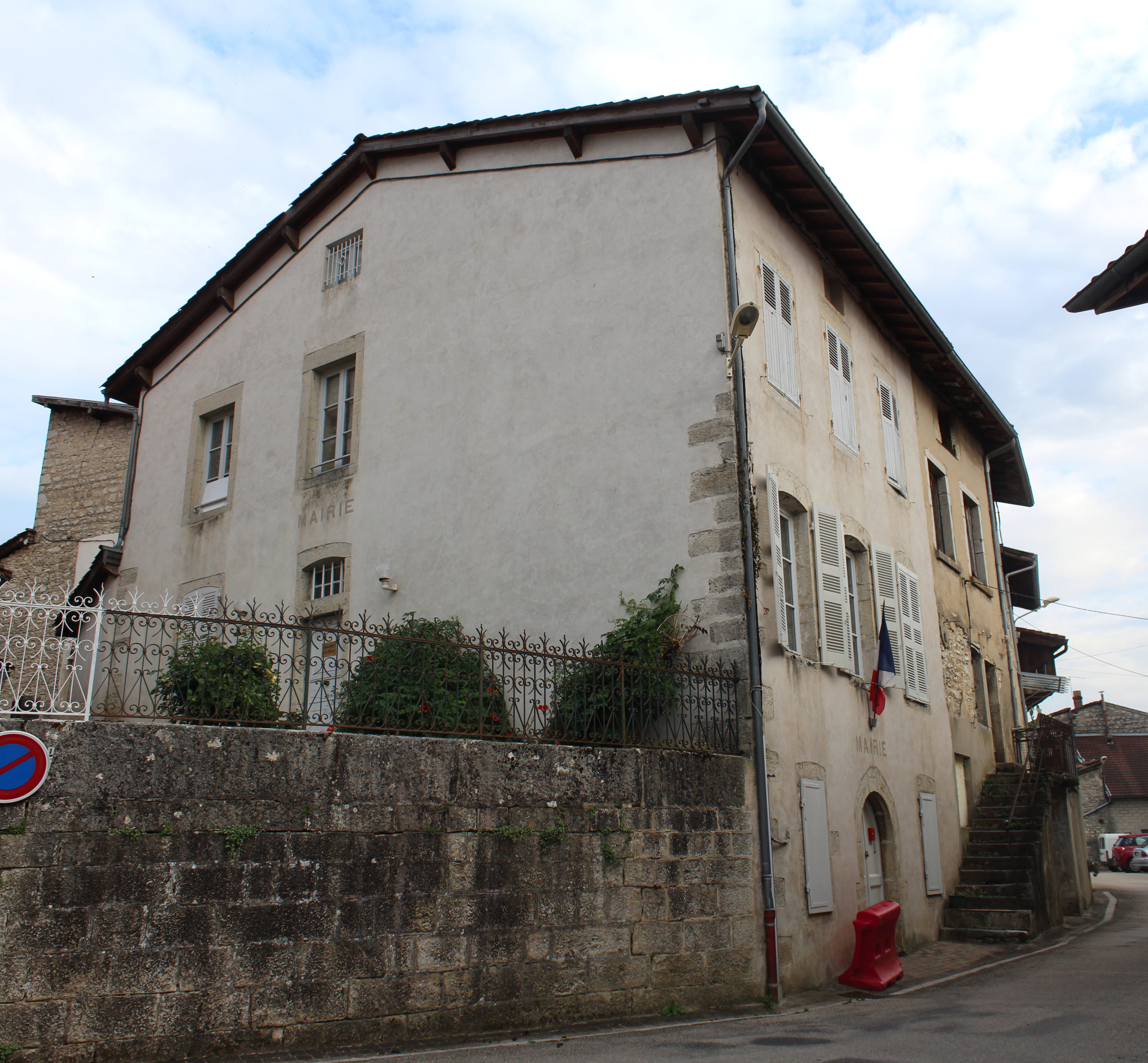
Mairie.

| Période                                  | Période       | Identité             | Étiquette | Qualité   |
| ---------------------------------------- | ------------- | -------------------- | --------- | --------- |
| Les données manquantes sont à compléter. |               |                      |           |           |
| avant 1981                               | juin 1995     | Philippe Balivet     | DVG       |           |
| juin 1995                                | mars 2001     | Alain Renardat-Fache |           |           |
| mars 2001                                | mars 2008     | Armand Balivet       |           |           |
| mars 2008                                | mars 2014     | Éliane Zivkovic      |           |           |
| mars 2014                                | décembre 2015 | Marie-Odile Le Corre | SE        | Retraitée |
| décembre 2015                            | En cours      | Alain Poizat         |           | Retraité  |

## Démographie et économie
L'évolution du nombre d'habitants est connue à travers les recensements de la population effectués dans la commune depuis 1793. Pour les communes de moins de 10 000 habitants, une enquête de recensement portant sur toute la population est réalisée tous les cinq ans, les populations de référence des années intermédiaires étant quant à elles estimées par interpolation ou extrapolation. Pour la commune, le premier recensement exhaustif entrant dans le cadre du nouveau dispositif a été réalisé en 2008.

En 2022, la commune comptait 133 habitants, en évolution de +5,56 % par rapport à 2016 (Ain : +5,15 %, France hors Mayotte : +2,11 %).
| 1793 | 1800 | 1806 | 1821 | 1831 | 1836 | 1841 | 1846 | 1851 |
| ---- | ---- | ---- | ---- | ---- | ---- | ---- | ---- | ---- |
| 236  | 233  | 488  | 400  | 364  | 349  | 361  | 340  | 328  |

| 1856 | 1861 | 1866 | 1872 | 1876 | 1881 | 1886 | 1891 | 1896 |
| ---- | ---- | ---- | ---- | ---- | ---- | ---- | ---- | ---- |
| 296  | 285  | 294  | 282  | 297  | 297  | 301  | 280  | 285  |

| 1901 | 1906 | 1911 | 1921 | 1926 | 1931 | 1936 | 1946 | 1954 |
| ---- | ---- | ---- | ---- | ---- | ---- | ---- | ---- | ---- |
| 301  | 277  | 258  | 194  | 185  | 179  | 165  | 143  | 134  |

| 1962 | 1968 | 1975 | 1982 | 1990 | 1999 | 2006 | 2008 | 2013 |
| ---- | ---- | ---- | ---- | ---- | ---- | ---- | ---- | ---- |
| 122  | 90   | 86   | 80   | 85   | 114  | 131  | 136  | 125  |

| 2018 | 2022 | - | - | - | - | - | - | - |
| ---- | ---- | - | - | - | - | - | - | - |
| 135  | 133  | - | - | - | - | - | - | - |

Ce petit village a beaucoup souffert de la dépopulation rurale depuis le milieu de XIXe siècle.
La crise du phylloxéra, à la fin du siècle dernier, puis le doute qui s’est installé dans la population vigneronne expliquent l’ampleur du déclin démographique, sans parler du commerce des fruits aujourd’hui négligeable, et qui constituait alors une source de numéraire importante.

## Lieux et monuments
- Église Saint-Éloi de Mérignat.

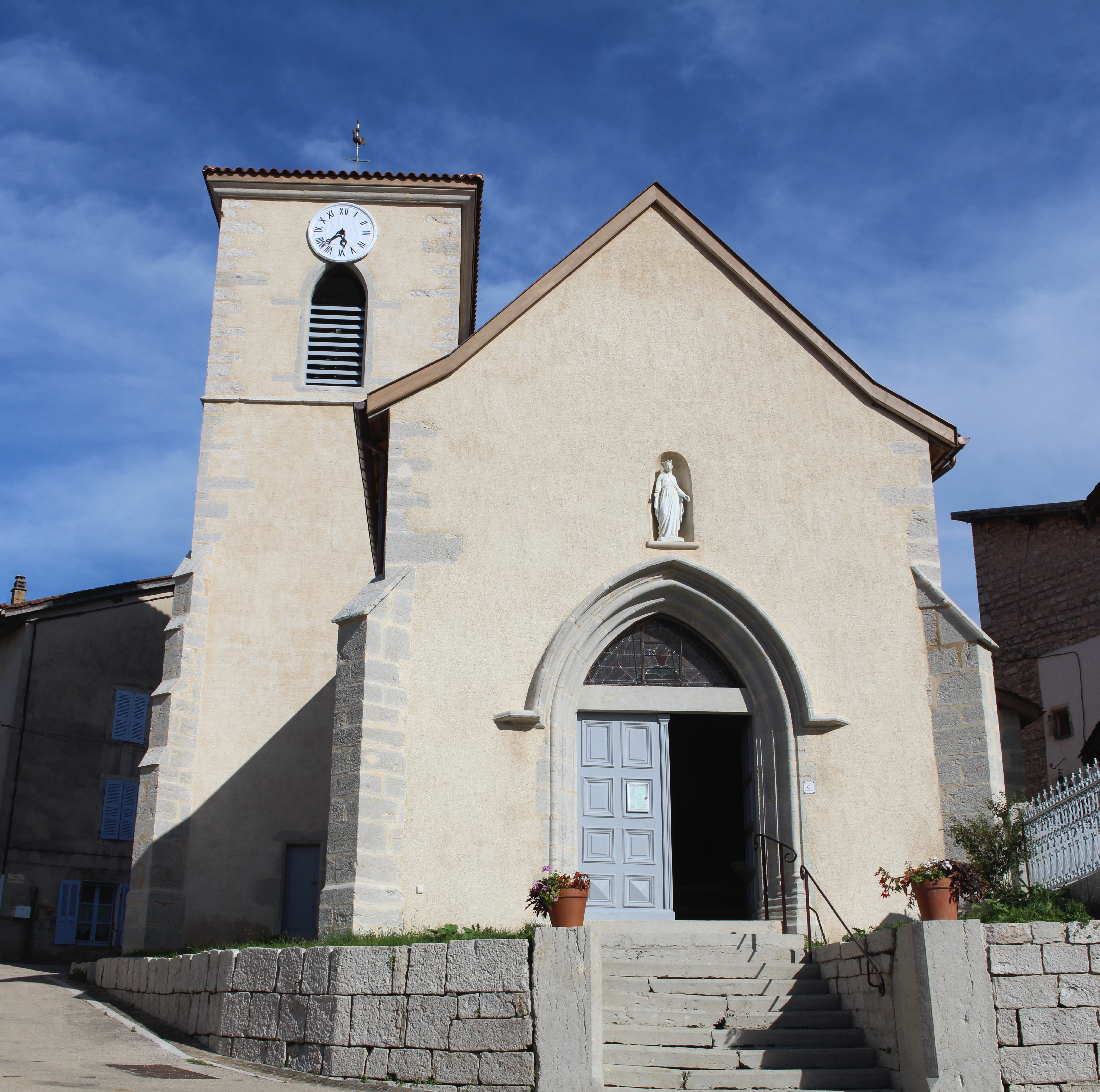
Église Saint-Éloi.

Les habitations sont regroupées autour de la fontaine. Les rues sont étroites et bordées de maisons des polyculteurs–vignerons. L’architecture est typique : l’étable jouxte la cave, la zone d’habitation est à l’étage, desservie par un escalier extérieur.
En arrivant au village par le chemin neuf on trouve une grande maison du XVIIIe siècle, jadis propriété de notables locaux, les Mathieu. 

En 1867, elle appartenait à M. Georges Benoit-Mathieu d’Apremont descendant de sieur Georges Mathieu, écuyer, président des trésoriers de France à Dijon. En 1789. La famille Mathieu est une des plus anciennes de Mérignat, car on voit dans l’église une petite chapelle fondée et dotée, en 1343, par un sieur Antoine Mathieu, prêtre-doyen de Cerdon, qui déclare dans l’acte de fondation que sa famille est propriétaire à Merignat depuis plus de 500 ans, et qu’il a placé cette chapelle sous le vocable de saint Antoine et de sainte Anne
Les ruines du château seigneurial se dressent sur un piton dans une propriété, à la sortie du village. Jadis, il comportait quatre tours. Seule l’une d’entre elles est conservée en partie. Elle a été récemment restaurée. De là, la vue est magnifique sur la vallée de Cerdon et les montagnes du Bugey.
La rude montée de la Coriat conduit au sommet d’un mamelon. Là, au milieu des vignes, surgissait un noble manoir du Moyen Âge. Il fut édifié en 1302 par Humbert de Chatard. Quatre grosses tours carrées, saillantes, fortement renflées à leur base, reliées entre elles par d’épaisses courtines, et disposées en quadrilatère régulier, des fossés tout autour, une seule entrée à pont-levis, auprès de laquelle on arrivait par une longue et étroite levée de terre, voila le plan général de ce manoir, plan qu’il nous a été facile de restituer, d’après les vestiges gisants dans l’intérieur et aux alentours du terre plein sur lequel il trônait en souverain. Tout a disparu sous le coup de ces révolutions qui n’ont que trop souvent ravagé la contrée. D’énormes protubérances et de longs talus recouvert de gazon et de broussailles indiquent l’emplacement des tours et des courtines. Seule, la tour de sud-ouest élève encor dans l’espace deux immenses pans de muraille, qui semblent là comme une malédiction vivante contre les sauvages cohortes de Vergy et de Biron, en même temps qu’une protestation énergique contre M. le maire de Mérigniat qui, par mesure de prévoyance st de précaution, veut faire procéder à leurs démolition complète pour cause de sûreté publique… Et, il faut bien l’avouer, cette ruine, l’ornement de Mérigniat qui, sans elle, ne serait qu’un vulgaire coteau de vigne, menace de s’écrouler sur l’artiste qui vient la visiter, et sur les vignerons qui travaillent aux alentours. Chaque orage enlève une pierre de son sommet qui s’ébrèche de plus en plus. 

### Le monument aux morts
La construction d’un monument aux morts de la guerre 1914-1918 a été précédée par la création d’une place publique. Ce qui deviendra la place du Monument, (rebaptisée le 11 novembre 2007 : place Jean-Besançon), était occupée par des jardins. Ils appartenaient à M. Jean Dubreil, Mme veuve Framinet, M. François Trolliet et à Mme veuve Bolliet. Un contrat de construction a été signé entre M. Jules Renardat-Fache (maire de la commune) et M. Moine, (directeur de la Coopérative de l’’Union des Travailleurs de la Pierre et du Marbre) en avril 1924. La réception des travaux a eu lieu en mai. Sur ce monument en pierre de Comblanchien, des inscriptions gravées et peintes en rouge antique. On peut y lire le nom des habitants de la commune morts pendant la guerre 1914-1918 : Bolliet François, Dudreuil Claudius, Dutillet Paul, Evrat Marius, Ravet Jules, Renardat Lucien, Renardat–Fache, Léon, Rocheret Marius, Soignat François

### La légende de la chapelleNotre-Damede Preau
Un saule ombrageait la prairie ; mais il gênait les abords d’une habitation rustique. On voulut l’abattre ; au premier coup de hache, le paysan vit du sang couler le long de l’arbre et entendit des gémissements sortir de l’intérieur. Le tronc vermoulu livra passage à la statue de la Sainte Vierge, tenant dans ses bras il divino bambono. Celui-ci étendit ses petites mains vers le rustre qui, tout perdu, était tombé à genoux. On édifia une chapelle en ce lieu consacré ; et grâce aux faveurs que l’on rapporte en retour d’abondantes aumônes, grâce surtout à la vertu spéciale attribuée à la Vierge-Noire de dissiper tout sentiment de frayeur, soit chez les enfants peureux, soit même chez les grandes personnes, des processions de pèlerins y accourent de très loin, le 8 septembre de chaque année.
Une particularité, que nous n’avons pas osé approfondir, c’est que la statue représente une belle négresse ; de là vient la dénomination de Chapelle de le Vierge-Noire.
Autre particularité également mystérieuse : malgré serrures, verrou et barres de fer, la chapelle ne peut rester fermée ; cela explique pourquoi devant l’entrée on ne voit qu’une simple barrière à claire-voie, ouverte à tout venant.